# 石峰区
石峰区是中国湖南省株洲市所辖的一个市辖区。区域总面积为166.48平方公里，常住总人口約为23万人。区人民政府驻响田东路268号。

## 行政区划
石峰区下辖7个街道办事处、1个镇：
田心街道、响石岭街道、清水塘街道、铜塘湾街道、井龙街道、学林街道、龙头铺街道和云田镇。
学林街道、龙头铺街道、云田镇由云龙示范区代管。

## 人口
根据第七次人口普查数据，截至2020年11月1日零时，石峰区常住人口223634人。

## 交通
- 京广铁路：白马垅站
- 沪昆铁路：田心站